# 御夫座NO
御夫座NO，又名BD+31 1049，HD 37536、SAO 58322、HR 1939，是御夫座的一颗恒星，视星等为6.11，位于銀經176.9，銀緯0.67，其B1900.0坐标为赤經5h 34m 11.9s，赤緯+31° 0.67′ 57″。